# Flickr
Flickr er et foto-delings-website, hvor private brugere kan uploade digitale fotografier. Det fungerer dels som et online fotoalbum, dels som et community. Populariteten er stadigt stigende, og der er i øjeblikket (november 2009) lagt over 4 milliarder billeder ind på Flickr. [kilde mangler]

## Historie
Flickr blev udviklet af det canadiske firma Ludicorp i 2004. I marts 2005 blev Flickr overtaget af Yahoo! og 16. maj 2006 skiftede websitet fra Beta til "Gamma" – Flickrs måde at markere at sitet er i stadig udvikling.

## Funktioner

### Generelt
Flickr giver brugerne mulighed for at knytte forskellige metainformationer til deres billeder. Hvert billede kan have en titel, en beskrivelse og et række nøgleord (engelsk tags). Billeder, der uploades, bliver automatisk skaleret til forskellige størrelser, så en bruger kan vælge at se eller downloade forskellige udgaver. 

### Adgangskontrol
Brugerne kan vælge, om de billeder, de uploader, skal kunne ses af alle (standard) eller kun ses af udvalgte brugere. De kan desuden vælge at frigive billeder under en af de Creative Commons-licenser, der tilbydes på Flickr.

### Søgninger
En fordel ved et digitalt fotoalbum er muligheden for at søge på mange forskellige parametre. Flickr tilbyder en lang række af søgemuligheder – nøgleord, titel/beskrivelse, geografi (for geomærkede billeder), kameratype og licenstype m.fl. Man kan søge på alle brugeres (offentlige) billeder, eller man kan søge specifikt i en enkelt bruges billeder.

### Community
Det er muligt at kommentere andres billeder på Flickr – under hvert billede, kan man tilføje kommentarer, og man kan let følge hvad andre kommenterer på ens egne billeder, eller hvem der svarer på de kommentarer man har lavet. Man kan tilknytte andre Flickr-brugere som kontaktpersoner og derved få let adgang til at se, hvad de lægger op af billeder, og man kan skrive private beskeder til andre brugere via en mailformular.
Flickr har – på baggrund af dets mange brugere – et stort community, og derfor er der dukket en række "lege" op på Flickr, såkaldte "Flickr Games", der oftest bygger på en form for stafet-koncept. Disse finder oftest sted i forskellige gruppers diskussionstråde og nogle eksempler herpå er:
- Alphabet Game. Den første fotograf poster et billede med hovedmotiver med A. Den næste skal så poste et, hvor hovedmotivet starter med B osv. Sådan fortsætter det ind til tråden dør, eller et bestemt bogstave nåes.
- Get the picture. Den foregående fotograf har postet et ønske; f.eks. vil vedkommende gerne se et sejlskib. Efterfølgeren poster så et billede af et sejlskib og kan angive, hvad det næste billede skal indeholde. F.eks. en fodbold. Det næste billede skal så være af en fodbold osv.
- I love your shot. Find et billede fra den foregåendes fotosamling, som er godt, og angiv hvorfor det er godt. Den næste skribent gør det samme osv.
- I Spy. Her skal man finde noget på det foregående billede og så vise et billede med det på. Hvis der f.eks. er en bil på det foregående billede, skal man poste et billede hvor bilen er hovedmotiv. Hvis der så er en brandhane på det billede, skal næste billede have en brandhane som hovedmotiv osv.
- Lettering. Slutbogstavet (oftest på engelsk) af det sidste motiv skal være startmotivet på næste motiv. Horse kan så blive til elephant, der videre kan blive til train og det næste noget, der starter med n osv.
- Title Me. Den foregående fotograf har postet et billede, som vedkommende ønsker den næste skal give en titel. Den efterfølgende fotograf finder så på en passende titel og poster et nyt billede, som der ønskes en titel til osv.

En af de mest aktive grupper omkring Flickr Games er gruppen The World Through My Eyes Arkiveret 1. december 2007 hos  Wayback Machine, hvor der kan ses, hvordan legene virker i praksis.

### Hjælpeprogrammer
Der findes en lang række programmer, der kan arbejde sammen med Flickr. Mange brugere vil have gavn af et program til upload (fx Flickr Uploadr) der gør det muligt at lægge en stor bunke filer op på én gang.

## Udgaver
Flickr findes i en gratis udgave og i en betalingsudgave. Den gratis udgave har en begrænsning på 100 MB upload pr. måned, højst 3 sæt og kan højst vise 200 billeder. Betalingsudgaven har ubegrænset upload (dog max 10 MB pr. billede), ubegrænset antal sæt og ingen maksimumgrænse for visning af billeder.

## Politisk
Flickr er principielt upolitisk, men er i 2007 flere gange kommet i modvind i forskellige sammenhænge, anklaget for at udøve censur. Første gang var i maj, hvor den meget populære Flickr-bruger R. Guðleifsdóttir uploadede en collage med billeder, som et britisk firma havde solgt videre uden hendes tilladelse. Denne "protest" fik Flickr til at fjerne collagen under henvisning til, at Flickr ikke havde til formål at hænge folk eller firmaer ud. I juni blev Flickr igen udsat for anklager om censur. I forbindelse med frigivelsen af sprogpakker og muligheden for at vurdere om et billede kunne være anstødeligt, blev det ikke længere muligt for tyskere at se billeder, der kunne virke anstødelige. Begundelsen var angiveligt, de strikse tyske krav til aldersverifikation.

## I populærkultur
Den amerikanske sanger og sangskriver Jonathan Coulton har skrevet en sang kaldet "Flickr", som er med på hans album Thing a Week Two, der blev udgivet i 2006.